# Hormazd III
Hormazd III (gestorven: 459) was een sjah van de Sassaniden. Hij volgde zijn vader Yazdagird II op en werd zelf opgevolgd door Peroz. Hormazd III heerste over het rijk van 457 tot 459.

## Biografie
Hormazd was de oudste zoon van Yazdagird II. Hij regeerde tijdens het bewind van zijn vader over de oostelijke provincie Sakastan en droeg de daaraan verbonden titel "sakanshah". Na de dood van zijn vader besteeg Hormazd III de troon. Zijn broer Peroz vluchtte naar het noordoosten van het rijk en begon daar met het uitbouwen van een leger om zelf de troon te kunnen opeisen.
Tijdens de broederoorlog die losbarstte heerste hun moeder Denag als regent over het land. Hun verwant Vache II der Arsaciden, koning van Kaukasisch Albanië, maakte van deze burgeroorlog gebruik, om zichzelf onafhankelijk te verklaren en zich te bekeren tot het christendom. Peroz wist met de hulp van de Hephthalieten Hormazd af te zetten en liet hem enkele familieleden ombrengen.